# رونالدو داموس
رونالدو داموس (بالفرنسية: Ronaldo Damus)‏ هو لاعب كرة قدم هايتي في مركز الهجوم، ولد في 12 سبتمبر 1999 في هنش في هايتي. لعب مع نادي نورث تكساس.

## وصلات خارجية
- رونالدو داموس على موقع قاعدة بيانات كرة القدم.إي يو (الإنجليزية)
- رونالدو داموس على موقع ناشيونال فوتبول تيمز (الإنجليزية)
- رونالدو داموس على موقع Soccerway.com (الإنجليزية)